# Vermiglio
Vermiglio és un municipi italià, dins de la província de Trento. L'any 2007 tenia 1.896 habitants. Limita amb els municipis de Carisolo, Giustino, Ossana, Peio, Pellizzano, Ponte di Legno (BS), Spiazzo i Strembo.

## Administració
| Període | Identitat     | Partit        |
| ------- | ------------- | ------------- |
| 2005-   | Carlo Daldoss | Llista cívica |